# کوترد وسکس
کوترد (به آنگلوساکسون: Cuþræd) (درگذشتهٔ ۷۵۶) شاه وسکس از حدود ۷۴۰ تا ۷۵۶ بود.

## زندگینامه
کوترد از خویشان و احتمالاً برادر اتلهرد بود که پس از او در حدود سال ۷۴۰ میلادی (۷۳۹ به روایت سیمیونِ دورهام و ۷۴۱ به گفتهٔ جانِ وُرچستر) بر تخت شاهی وسکس نشست. در این زمان پادشاهی مرسیا واقع در همسایگی وسکس در اوج قدرت خود به‌سر می‌برد و اتلبالد، شاه مرسیا تمامی پادشاهی‌های جنوب انگلستان را در سلطهٔ خود داشت. کوترد در بیشتر دوران حکومت ۱۶ ساله‌اش در جنگ با مرسیایی‌ها و ویلزی بود با این‌حال او نیز احتمالاً تحت‌الحکومهٔ اتلبالد قرار داشت و دو پادشاه در ۷۴۳ در کنار هم وارد جنگ با ویلزی‌ها شدند.
در ۷۴۸ سینریک، پسر احتمالی کوترد بنا بر نوشته‌های هنریِ هانتنگنون طی بروز شورشی کشته شد و در ۷۵۰ نیز الدورمن اتلهون، شورشی نافرجام را علیه کوترد ترتیب داد.
سرانجام کوترد در ۷۵۲ موفق شد تا نیروهای مارسیایی را طی نبردی در بتل-اج وقع در برفورد در آکسفوردشایر شکست دهد و در نتیجهٔ این پیروزی توانست تا حکومتی مستقل از مرسیا داشته باشد. او همچنین ویلیزی‌ها را در ۷۵۳ قاطعانه شکست داد.
کوترد در ۷۵۶ درگذشت و پس از او یکی از خویشان دورش به‌نام سیگبرت جانشین او شد.